# Isla Taquiri
La isla Taquiri es una isla de Bolivia, situada en el lago Titicaca. Administrativamente está ubicada en la provincia de Manco Kapac en el departamento de La Paz. La isla Taquiri está ubicada en la parte del lago de Wiñaymarca, que es la parte sur del Titicaca. A 2,5 km al este se encuentra la Isla Suriqui, y a 0,8 km al oeste se encuentra la Península de Copacabana.
En la parte oriental de la isla se encuentra el pueblo homónimo de Taquiri.
El clima es templado. La temperatura promedio 11 °C . El mes más caluroso es octubre, el 13 °C, y el enero más frío, a las 6 °C. La precipitación media 650 milímetros por año. El mes más lluvioso es febrero, con 141 milímetros de lluvia, y el más seco es julio, con 12 milímetros.